# 섀넌 리
섀넌 에머리 리(영어: Shannon Emery Lee, 중국어: 李香凝, 병음: Lǐ Xiāngníng, 한자음: 이향응, 1969년 4월 19일 ~ )는 미국의 배우이자 연출가이다.

## 출연 작품
- 《전설로 남은 영웅 이소룡》 (2008년)
- 《에폭》 (2000년)
- 《엔터 더 이글》 (1998년)
- 《블레이드》 (1998년)
- 《볼티지》 (1997년)
- 《케이지 2》 (1994년)
- 《드래곤》 (1993년)
- 《이소룡 일대기 생과 사》 (1977년)
- 《이소룡의 생과 사》 (1973년)